# 伍漢墀
伍漢墀，JP[?]（1877年—1923年4月11日），又名伍尚平，香港紳商和政治家，1922年6月獲得委任為定例局（即立法局）非官守議員，惟於1923年4月死於任上。
伍漢墀在香港土生土長，早年畢業於皇仁書院，曾從事南北行貿易業務，並嘗任中華匯理銀行和英資新旗昌洋行買辦等職。在出任定例局議員以前，伍漢墀曾先後在1907年和1909年分別獲香港政府委任為東華醫院和保良局總理，1909年至1918年受任潔淨局紳、1910年至1923年任團防局紳、以及在1911年至1923年任香港大學創校校董等公職。此外，伍漢墀在1913年參與創立華人永遠墳場管理委員會，復於1922年與曹善允等紳商促成在西營盤西邊街創立公立贊育醫院。
伍漢墀在1922年6月獲港府任命接替死於任上的劉鑄伯擔任定例局非官守議員，任內曾經參與斡旋1922年的海員大罷工，以及跟隨局內首席華人非官守議員周壽臣反對港府擬訂立例即時取締妹仔和計劃對妹仔實施的登記制度。可是，在定例局供職僅十個月後，伍漢墀自己也因病猝死於任上，終年僅46歲。

## 生平

### 早年生涯
伍漢墀在1877年生於香港，父親在當地經商多年，略有所成。在香港土生土长的伍漢墀早年入讀皇仁書院，成績優異，畢業後即從事商業業務，於南北行內歷史悠久的貿易行元發行任職英文秘書和經理，在廣州也經營兩家綢緞莊，後來加入中華匯理銀行任職買辦，並以其胞弟擔任助手。
中華匯理銀行在1911年停業後，伍漢墀轉到英資新旗昌洋行（Shewan, Tomes & Co.）任職買辦，同時又自組漢墀行（Hon Tse），從事中西出入口貿易，在商貿界內漸有所成。

### 公職生涯
隨著在商貿界嶄露頭角，伍漢墀也得到香港政府的注意，開始向他委以公職。在1907年至1908年間，他獲港府委任為東華醫院丁末年董事局總理，隨後又獲委任為保良局1909年至1910年度己酉年總理。在1909年11月15日，伍漢墀受任為潔淨局紳，翌年進一步獲港府奉委為團防局紳。
除了各項政府公職外，伍漢墀也熱心參與不少社會事務。在1909年，為響應港府計劃籌辦香港大學的構思，他加入了由港督盧嘉爵士設立的大學經費籌募附屬委員會任職委員。該委員會由定例局（即立法局）華人非官守議員何啟擔任主席，其他委員則包括曹善允和陳少白等華人紳商，另由陳席儒出任司庫，以及由曹善允兼任名譽秘書。

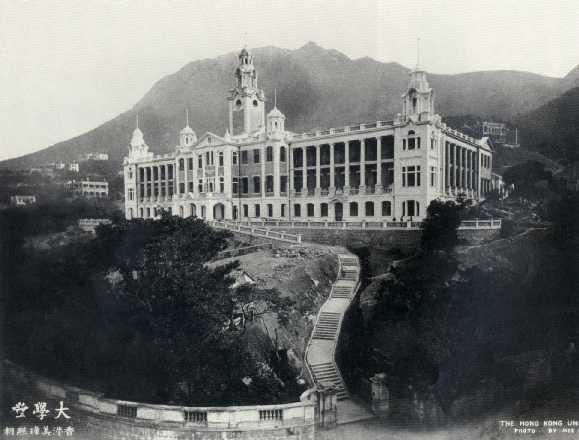
伍漢墀是其中一名香港大學創校校董

在委員會委員四出游說下，各方響應者眾，紛紛向大學捐款，籌得款項高達147.7萬港元。當中，何啟及曹善允更率委員專程前往上海拜會兩廣總督張人駿，獲對方答應捐款20萬港元，成為繼麼地爵士後第二筆最大的個人捐款。香港大學在1911年正式成立以後，港大校方以伍漢墀在創校一事付出不少功勞，特委任他為其中一名創校校董。
另外，清廷隨1911年辛亥革命覆亡後，孫中山在1912年1月就任中華民國臨時大總統。他認為香港作為中國的革命搖籃，應該要有一份以宣揚民主、自由和愛國為宗旨的基督徒報紙。結果在伍漢墀、嚴文佳、關心焉醫生和張祝齡牧師籌辦下，《大光報》得以在1912年1月創立，並由洪任聰和嚴文佳出任總編輯和督印人。該報雖由基督徒所辦，但內容以評論時事為主軸，並無宗教色彩。《大光報》後來愈辦愈大，在華南各地設有不同版本，一直經營至1950年才告正式停辦。
在1912年，伍漢墀又響應曹善允等華人紳商的號召，要求港府撥出土地永久作華人墳場之用，以解決華人墳地不足的問題。在1913年6月16日，港府批准在香港仔撥地一幅，用以興建華人永遠墳場，但要華人自行營辦。在這種背景下，華人紳商在同年自行成立華人永遠墳場管理委員會，以便監督墳場的興建，作為華人永遠墳場的倡建者之一，伍漢墀遂成為委員會其中一名創始委員。在1915年10月17日，墳場正式落成啟用，是為香港仔華人永遠墳場，墳場落成後，委員會旋即邀請華民政務司出任委員會的當然主席，使委員會直接受到華民政務司署監管。
在1918年11月，伍漢墀辭任潔淨局的席位，但仍留任團防局紳及港大校董等公職；第一次世界大戰完結後，他復於1919年獲港府委任為慶祝和平委員會委員。他後來支持曹善允等在香港島西區興建公立產科醫院的建議，參與促使贊育醫院在1922年於西營盤西邊街成立。贊育醫院的落成啟鑰儀式於1922年10月17日舉行，儀式由曹善允將醫院正門的銀匙交予華民政務司夫人開啟，復由華民政務司兼華人公立醫局委員會當然主席夏理德致辭。當日場面盛大，出席者除了有伍漢墀外，還包括輔政司符烈槎伉儷、律政司金培源、教育司伊榮、以及華人代表周壽臣伉儷、何甘棠和羅旭龢等人。
為肯定他在公職方面的表現，伍漢墀早於1909年獲港府奉委為非官守太平紳士，而且還曾經獲清廷授予資政大夫和候選道等榮銜。民國成立後，他也曾獲頒授三等嘉禾勳章。

### 猝然死亡
在1922年6月，伍漢墀獲港督司徒拔爵士奉委為定例局非官守議員，以接替年中在任上病故的劉鑄伯。在定例局任內，他兼任香港中華總商會當然會董，並曾經參與斡旋1922年的海員大罷工，以及隨局內首席華人非官守議員周壽臣成功反對港府擬訂立例即時取締妹仔和計劃對妹仔實施的登記制度。然而，伍漢墀在定例局供職約十個月後，卻突然在1923年4月11日猝死，死時仍身兼港大校董和團防局紳等公職，引起當時香港華洋輿論轟動。
伍漢墀猝死前一周因感冒留在堅道62號宅第內休養，經西醫診治後，本應病情並無大礙。在4月11日早上，因周壽臣休假而暫任定例局非官守議員的羅旭龢還特地拜會伍漢墀，商討議會內的工作，當時他的情況還未有異樣。但在中午過後，伍漢墀的健康情況突然急轉直下，最終在下午四時左右於寓所內逝世，終年46歲。根據隨後的診斷估計，伍漢墀是死於心臟病病發。
伍漢墀身後，其家屬以伍存仁堂名義在主要報章發出訃聞，並訂於4月17日下午出殯。當日送殯隊伍由堅道62號大宅出發，由於送殯人數眾多，隊伍所到之處都要花上一個小時才能走畢，期間警方需要對堅道臨時實施封路以便隊伍走過。送殯隊伍不單由傳統中式儀杖隊開路，隨後的靈柩更需要由大約30人抬舉，而隊伍抵達西角以後，復由港府派出的英皇軍團樂隊（King's Regimental Band）引領，沿途奏出蕭邦名曲《送葬進行曲》，一直走到堅尼地城的一別亭，場面浩大。
一別亭內隨後舉行伍漢墀的悼念儀式，出席者包括港督司徒拔爵士、駐港三軍司令、首席按察司、香港大學校長、輔政司、律政司和庫務司等多名港府主要官員，另何東爵士、普樂和羅旭龢夫人等一眾紳商名流也有到場致悼。伍漢墀的遺體同日傍晚卜葬於自己有份倡建的香港仔華人永遠墳場。
定例局於伍漢墀身後在1923年5月10日復會，港督司徒拔爵士、首席非官守議員普樂和局內華人議員羅旭龢再次對伍漢墀的逝世致以軫悼，其中普樂還特別讚揚他是一位「賢明、穩健和忠誠可靠的議員」（a wise, sound and faithful counsellor）。此外，原本因周壽臣休假而暫代定例局非官守議員的羅旭龢，也因為伍漢墀的突然離世，獲正式奉委為該局議員，以填補有關空缺。

## 個人生活
伍漢墀信奉基督教，與妻子育有一名兒子和數名女兒，其中兒子伍根成在父親逝世的時候年僅四歲。

## 榮譽
- 以下列出榮譽全稱及縮寫：^ 
  - 太平紳士（J.P.） （非官守，1909年[21]）
  - 資政大夫 （清廷[22]）
  - 候補道 （清廷[22]）
  - 三等嘉禾勳章 （民國[22]）

## 注腳
1. 1 2  〈丁未（一九○七／一九○八）年董事局〉（造訪於2012年12月2日）
2. 1 2 3  Cheng (1969), p. 23.
3. 1 2 3 4 5 6 7 8  "Death of the Hon. Mr. Ng Hon-tsz" (12 April 1923)
4. 1 2 3 4  Wright (1908), p. 182.
5. 1 2 3 4 5  高添強（2012年），27頁。
6. ↑  Berwin (1910), p. C39.
7. ↑  Berwin (1910), p. C13.
8. ↑  "No. 736[永久]", Hong Kong Government Gazette, 19 November 1909.
9. ↑  Berwin (1911), p. C6.
10. 1 2 3 4  關國煊（造訪於2012年12月2日）
11. 1 2  〈曹善允生平〉（1953年1月22日）
12. 1 2  張連興（2010年）
13. ↑  "No. 110[永久]", Hong Kong Government Gazette, 28 April 1911.
14. 1 2 3 4 5  〈《大光報》孫中山請香港基督徒創辦的一份報紙〉（2005年）
15. 1 2  OFFICIAL REPORT OF PROCEEDINGS (4 Novermber 1964)
16. ↑  〈曹善允博士生平〉（1953年1月25日）
17. ↑  Gibson (1919), p. M3.
18. ↑  "No. 71[永久]", Hong Kong Government Gazette, 14 February 1919.
19. ↑  King (1956)
20. 1 2  "New Chinese Maternity Hospital" (18 October 1922)
21. 1 2  "No. 146[永久]", Hong Kong Government Gazette, 5 March 1909.
22. 1 2 3 4 5  〈訃聞〉（1923年4月12日）
23. ↑  "No. 383[永久]", Hong Kong Government Gazette, 14 September 1922.
24. ↑  "No. 261[永久]", Hong Kong Government Gazette, 7 June 1922.
25. ↑  〈堅持保留婢制的防範虐婢會〉（2005年）
26. ↑  OFFICIAL REPORT OF PROCEEDINGS (8 February 1923)
27. ↑  "No. 2[永久]", Hong Kong Government Gazette, 7 January 1921.
28. ↑  Wood (1924). p. C6.
29. 1 2 3 4  "The Late Hon. Mr. Ng Hon-tsz - Yesterday's Impressive Funeral" (18 April 1923)
30. ↑  OFFICIAL REPORT OF PROCEEDINGS (10 May 1923)
31. ↑  〈謝啟〉（1923年4月19日）

### 英文資料
- Edited by WRIGHT, Arnold, Twentieth Century Impressions of Hongkong, Shanghai, and Other Treaty Ports of China: Their History, People, Commerce, Industries, and Resources. London: Lloyds Greater Britain Publishing Company, 1908. 網上版本 （页面存档备份，存于）
- BERWIN, A. W., Appendix C: Report of the Registrar General (for 1909). Hong Kong: Hong Kong Government, 1910. 網上版本[永久]
- BERWIN, A. W., Appendix C: Report of the Registrar General (for 1910). Hong Kong: Hong Kong Government, 1911. 網上版本[永久]
- Gibson, A., "Annex A: Report of the Head of the Sanitary Department", Appendix M: Medical and Sanitary Reports for the Year 1918. Hong Kong: Hong Kong Government, 1919. 網上版本[永久]
- "New Chinese Maternity Hospital", The China Mail, 18 October 1922, p. 4.
- "Death of the Hon. Mr. Ng Hon-tsz", The Hongkong Daily Press, 12 April 1923, p. 6.
- "The Late Hon. Mr. Ng Hon-tsz - Yesterday's Impressive Funeral", The Hongkong Daily Press, 18 April 1923. p. 5.
- OFFICIAL REPORT OF PROCEEDINGS. Hong Kong: Hong Kong Legislative Council, 8 February 1923. 網上版本 （页面存档备份，存于）
- OFFICIAL REPORT OF PROCEEDINGS. Hong Kong: Hong Kong Legislative Council, 10 May 1923. 網上版本 （页面存档备份，存于）
- WOOD, A. E., Appendix C: Report of the Secretary for Chinese Affairs for the Year 1923. Hong Kong: Hong Kong Government, 1924. 網上版本[永久]
- KING, Gordon, "The History of the Tsan Yuk Hospital, 1922-1955", The Bulletin of the Hong Kong Chinese Medical Association Vol. 8 No. 1, July 1956.
- OFFICIAL REPORT OF PROCEEDINGS. Hong Kong: Hong Kong Legislative Council, 4 Novermber 1964. 網上版本 （页面存档备份，存于）
- CHENG, T. C., "CHINESE UNOFFICIAL MEMBERS OF THE LEGISLATIVE AND EXECUTIVE COUNCILS IN HONG KONG UP TO 1941", Journal of the Hong Kong Branch of the Royal Asiatic Society, Vol. 9, 1969. 網上版本 （页面存档备份，存于）

### 中文資料
- 〈訃聞〉，《香港華字日報》第一張二頁，1923年4月12日。
- 〈謝啟〉，《香港華字日報》第一張二頁，1923年4月19日。
- 〈曹善允生平〉，《華僑日報》第二張第一頁，1953年1月22日。
- 〈曹善允博士生平〉，《華僑日報》第二張第二頁，1953年1月25日。
- 〈《大光報》孫中山請香港基督徒創辦的一份報紙〉，《香港6000年》。香港：齡記出版有限公司，2005年。網上版本
- 〈堅持保留婢制的防範虐婢會〉，《香港6000年》。香港：齡記出版有限公司，2005年。網上版本
- 張連興，〈香港大學籌辦一波三折〉，《大公報》，2010年3月14日。網上版本 （页面存档备份，存于）
- 高添強著，〈第四章︰華人永遠墳場管理委員會創會委員〉，《高山景行 – 香港仔華人永遠墳場的建立與相關人物》。香港：華人永遠墳場管理委員會，2012年1月。網上版本
- 〈丁未（一九○七／一九○八）年董事局〉，《歷屆董事局成員芳名》。香港：東華三院，造訪於2012年12月2日。網上版本 （页面存档备份，存于）
- 關國煊，〈曹善允小傳〉，《傳記名人堂》，造訪於2012年12月2日。網上版本 （页面存档备份，存于）

## 外部連結
- SMITH, Carl T., "The Chinese Church,Labour and Elites and the Mui Tsai Question in the 1920's （页面存档备份，存于）", Journal of the Royal Asiatic Society Hong Kong Branch Vol. 21, 1981.